# Nicola Fago
Francesco Nicola Fago (Tarento, 26 de febrero de 1677 - Nápoles, 18 de febrero de 1745) fue un compositor italiano.

## Biografía
Sus padres fueron Cataldo y Giustina Tursi. Comenzó sus estudios musicales en su ciudad natal. Fue discípulo de Alessandro Scarlatti en el Conservatorio de Poveri, y después de Francesco Provenzale el de Turchini, donde suplió a su maestro y más tarde le sucedió. Entre sus mejores discípulos, cabe mencionar a Leonardo Leo, Nicholas Hall, Nicholas Jommelli, Giuseppe Farinelli, Giuseppe de Majo, Carmine Giordano y Francesco Feo.
Compuso varias óperas, entre ellas, Eustachio, pero donde más se distinguió fue en la música religiosa. Poseía un estilo elegante y puro pero falto de originalidad.
El 23 de noviembre de 1701 se casó con Katrerine Grimaldi hermana de la famosa soprano Esperanza Grimaldi. De este matrimonio nacieron 11 hijos, Lorenzo (1704), Francesco (1705), Christofer (1707) Teresa (1708), Gennaro (1709), Catalina (1710), Federico (1712), Giuseppe (1714), Domenico ( 1718), Carlo (1719), y Xavier (¿). Cinco de ellos murieron muy niños. De once hijos solo un Lorenzo, siguió los pasos del padre, también fue compositor y profesor en el Conservatorio de la Misericordia de Turchini.
En 1709, Francesco fue elegido maestro de capilla del Tesoro de San Gennaro donde permaneció hasta 1731. Desde 1736 fue maestro de capilla de San Giacomo de Spagnuoli. Aparte del oratorio Faraone sommerso, es autor de algunos Credos, a 4 y 5 voces; tres Magnificats, de 5 a 10 voces; un Stabat Mater, a 4; un Te Deum, a 10; tres Misas, a voces diferentes; motetes, letanías, responsos, etc.